# Döbröce, Zala
Döbröce  este un sat în districtul Zalaszentgrót, județul Zala, Ungaria, având o populație de 71 de locuitori (2011). 

## Demografie
Componența etnică a satului Döbröce
     Maghiari (100%)
Componența confesională a satului Döbröce
     Romano-catolici (74,65%)
     Necunoscută (25,35%)
Conform recensământului din 2011, satul Döbröce avea 71 de locuitori. Din punct de vedere etnic, majoritatea locuitorilor (100,0%) erau maghiari.  Din punct de vedere confesional, majoritatea locuitorilor (74,65%) erau romano-catolici. Pentru 25,35% din locuitori nu este cunoscută apartenența confesională.